# Yukata

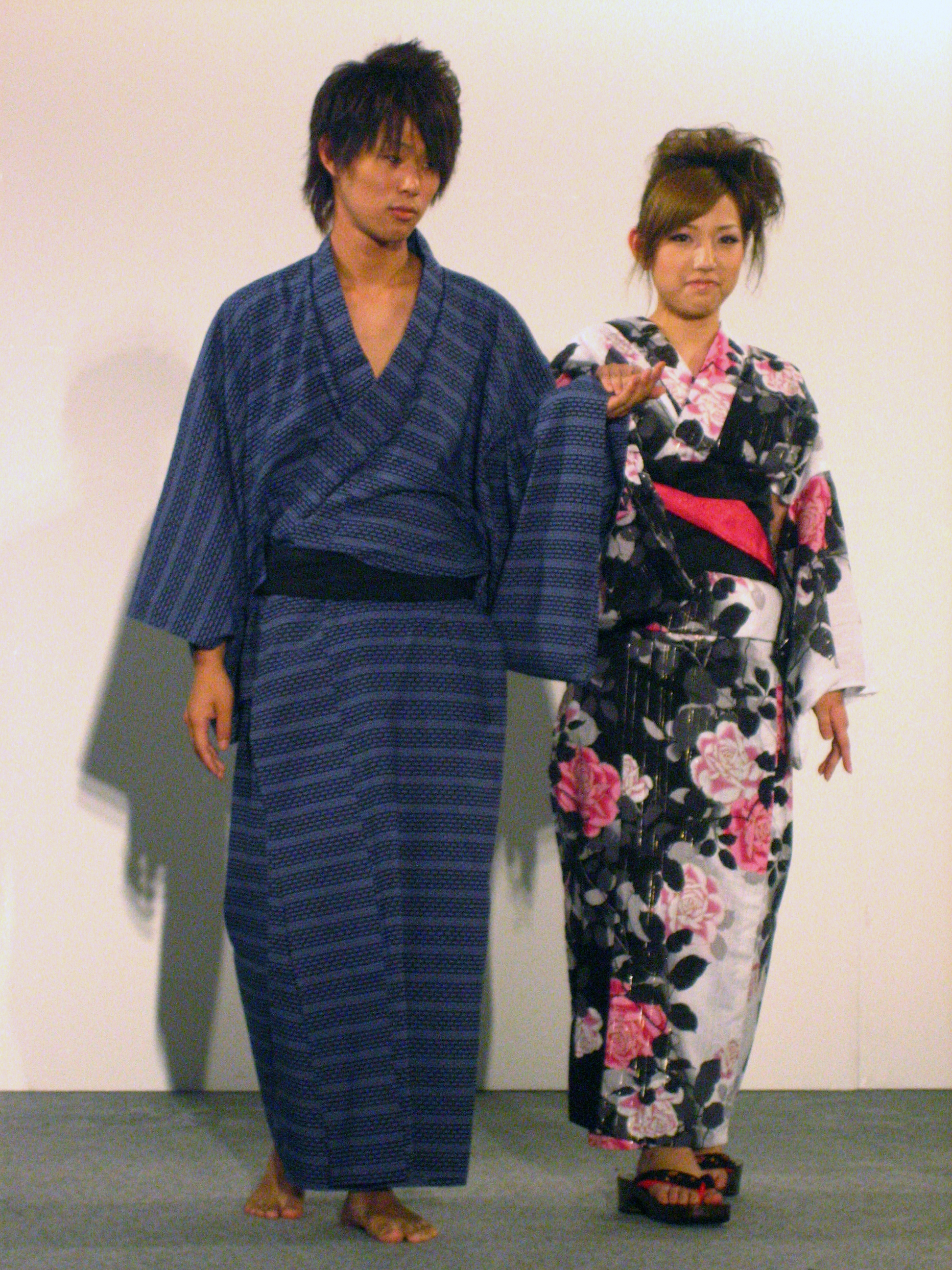
Männer- und Frauen-Yukata

Ein Yukata (japanisch 浴衣, wörtlich: „Badegewand“) ist ein traditionelles japanisches Kleidungsstück aus Baumwolle.
Es dient vor allem als unkomplizierte, leichtere und alltäglichere Variante der Kimonos, da es einfacher zu binden und preisgünstiger ist. Ein Yukata wird nach dem Baden in japanischen Hotels – beispielsweise im Ryokan mit Thermalbad von einer natürlichen heißen Quelle (Onsen), aber auch oft bei sommerlichen Festen (Matsuri), wie beispielsweise beim Feuerwerkfestivals, angezogen. Häufig wird der Yukata auch als Schlafanzug benutzt. Es ist also kein Kleidungsstück, das eine ganz spezielle und starre Verwendung im Alltag hat. Er wird auch als Natsu no Kimono Sugata (夏の着物姿) bezeichnet, zu deutsch „Sommer-Kimono“.
Der Yukata wird in vielen Hotels in Japan den Gästen kostenlos zur Verfügung gestellt. Er wird jeden Tag neu im Zimmer vorgehalten oder im Eingangsbereich („Lobby“) in Schränken angeboten. Dies gilt auch für Benutzung und Aufsuchen eines Sentō – ein traditionelles öffentliches Heiß-Bad – oder Onsen, des traditionellen Thermalbad in Japan.
Manche begeben sich durchaus auch mit dem als Schlafanzug benutzten Yukata auf die Straße, um sich erst später anzukleiden.

## Bildergalerie

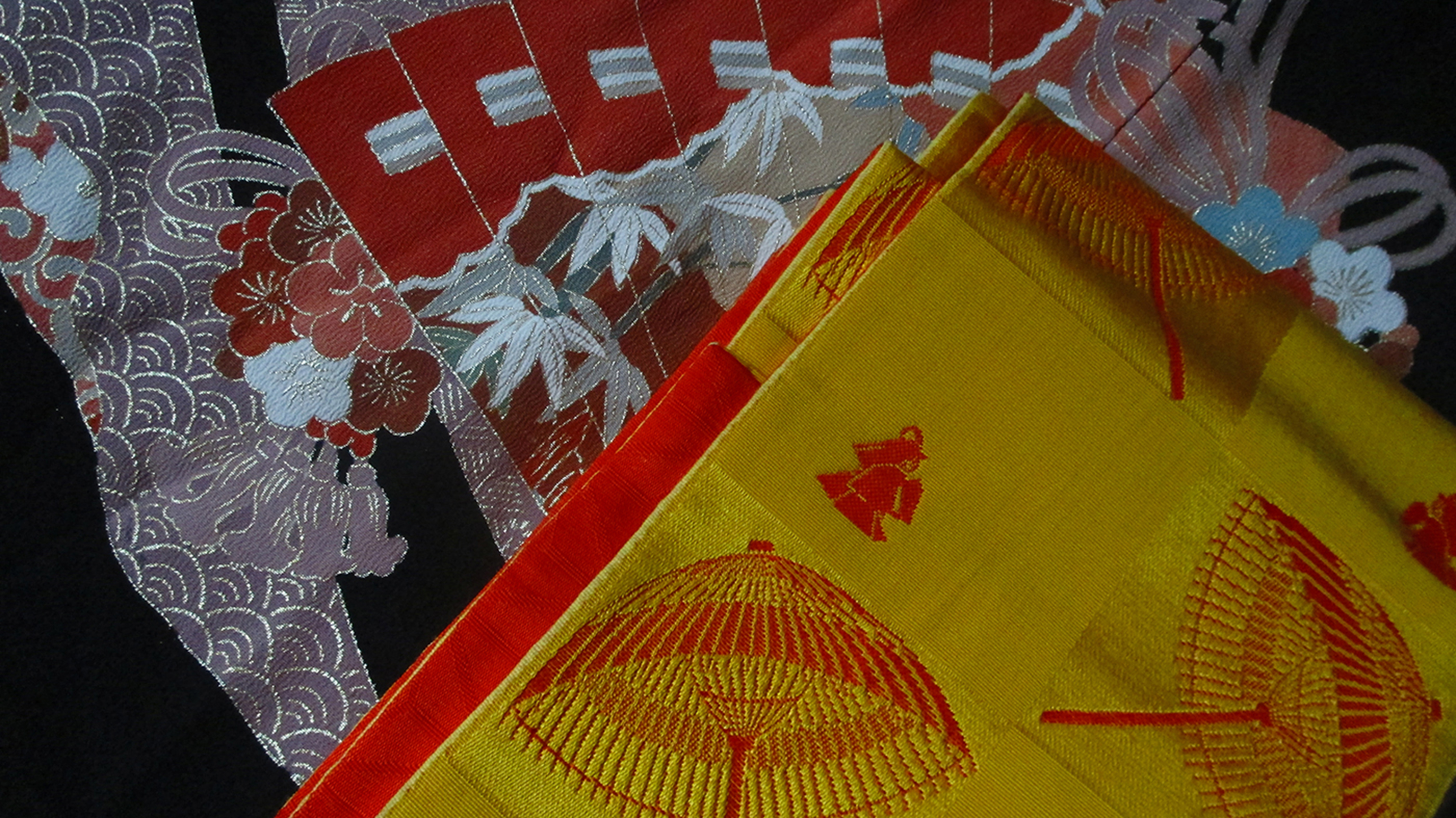
Yukata mit Gürtel für die Frau – Japan
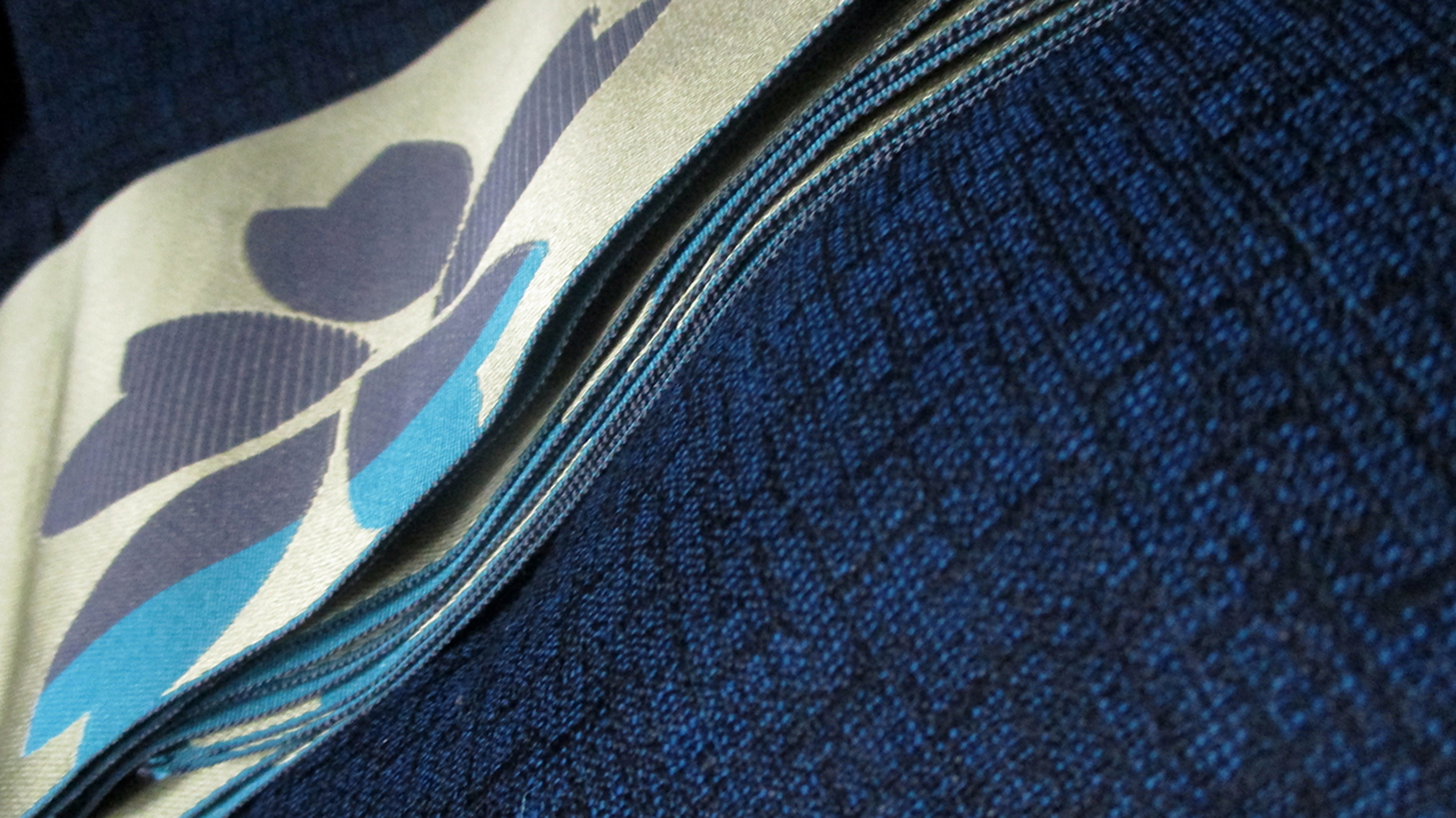
Yukata mit Gürtel für den Mann – Japan
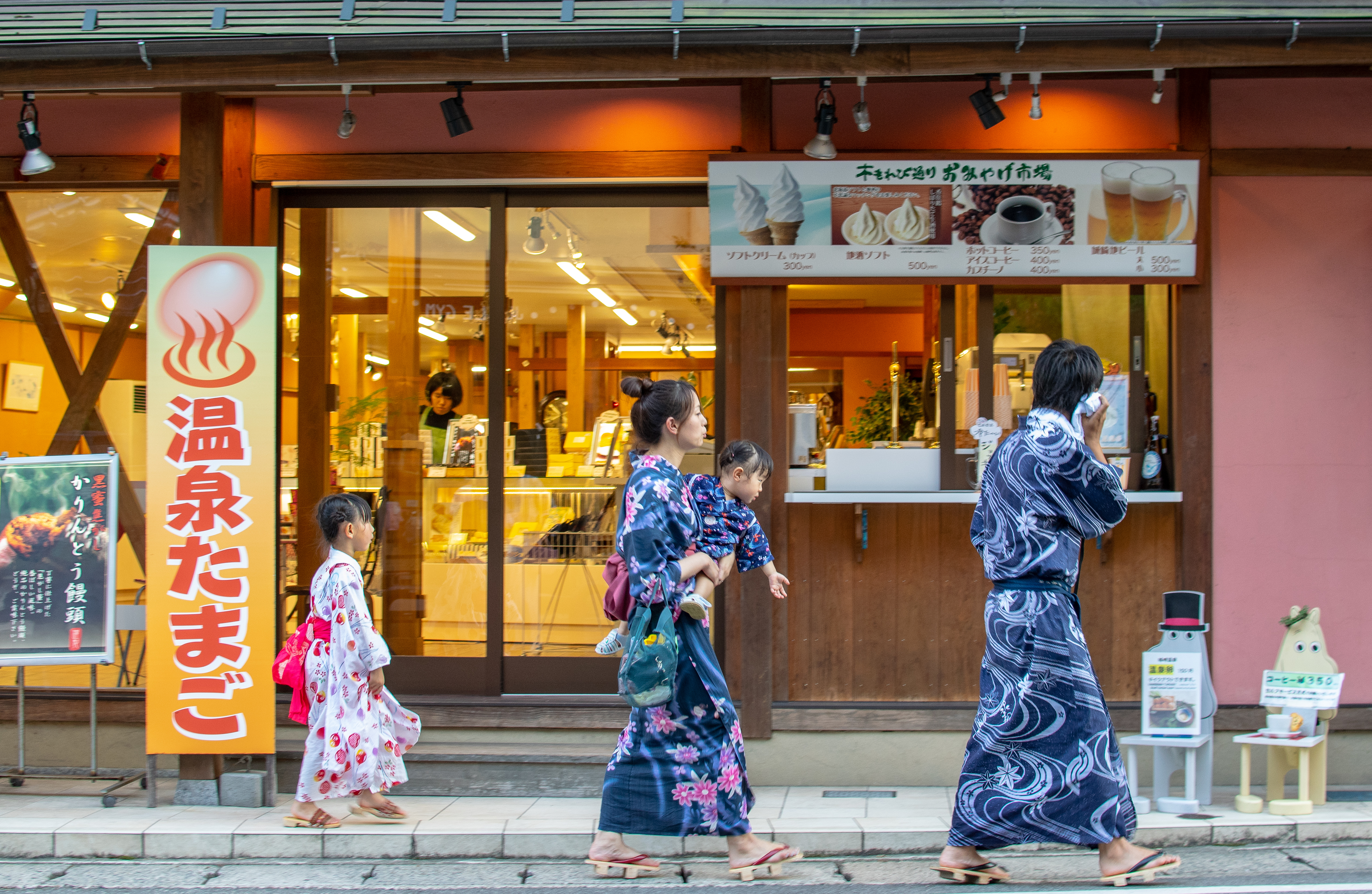
Familie in Yukata vor Onsen-Tamago-Laden
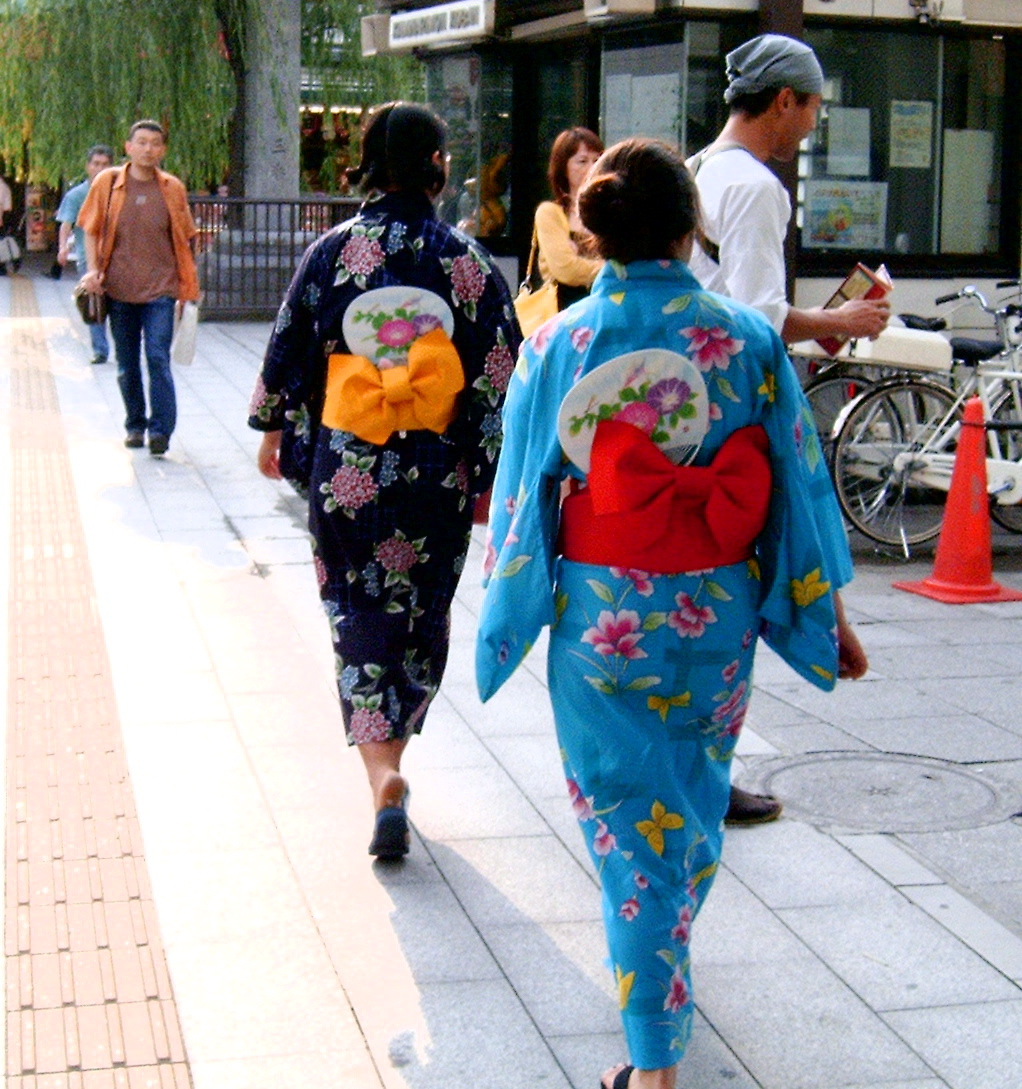
Frauen-Yukata von Hinten – Tokio